# トム・ブラウン (俳優)
トム・ブラウン (Tom Brown) として知られたトマス・ブラウン (Thomas Brown、1913年1月6日 - 1990年6月3日）は、アメリカ合衆国の子どもモデル、映画・テレビ俳優。ニューヨーク市に生まれ、カリフォルニア州ロサンゼルスのウッドランド・ヒルズで没した。

## 生涯
ブラウンは、2歳から子どもモデルとして、漫画の主人公バスター・ブラウンに扮した靴の広告や、クルエット・ピーボディの広告に登場するアロー・カラー・ボーイ（the Arrow Collar Boy）、ビュイックの広告に登場するビュイック・ボーイなどとしてポーズをとっていた。俳優として、最も知られている役柄は、『en:The Adventures of Smilin' Jack (serial)』（1943年）シリーズの主役と、1934年版の『en:Anne of Green Gables (1934 film)』（日本語では『赤毛のアン』として知られるストーリーだが、この映画の邦題は『紅雀』）のギルバート・ブライス役であろう。その後は、『en:Gunsmoke』、『ジェネラル・ホスピタル』、『デイズ・オブ・アワ・ライブス』などのテレビ・ドラマに出演した。テレビ・シリーズ『en:Mr. Lucky (TV series)』では、ロヴァックス警部補 (Lt. Rovacs) 役を演じた。
ブラウンは、ニューヨークのプロフェッショナル・チルドレンズ・スクールで教育を受けた。初舞台は、母の腕の中に抱かれた、生後6か月のことであったという。第二次世界大戦中は、アメリカ陸軍に徴兵されて空挺兵となり、朝鮮戦争にも第40歩兵師団の一員として従軍し、中佐まで昇進した。

## おもなフィルモグラフィ
- en:Queen High (1930)
- en:Hell's Highway (1932 film) (1932)
- つばさの天使 Central Airport (1933)
- 三角の月（英語版） (1933)
- Two Alone (1934)
- 紅雀 (1934)
- en:The Witching Hour (film) (1934)
- プリースト判事（英語版） Judge Priest (1934)
- I'd Give My Life (1936)
- en:Jim Hanvey, Detective (1937)
- 君若き頃 (1937)
- en:Goodbye Broadway (1938)
- en:Merrily We Live (1938)
- en:These Glamour Girls (1939)
- en:Niagara Falls (1941 film) (1941)
- en:There's One Born Every Minute (1942)
- en:Let's Get Tough! (1942)
- en:The Adventures of Smilin' Jack (serial) (1943) serial
- en:Buck Privates Come Home (1947)
- en:Duke of Chicago (1949)
- en:I Killed Wild Bill Hickok (1956)